# Göttinger Landsmannschaften und Corps vor 1870

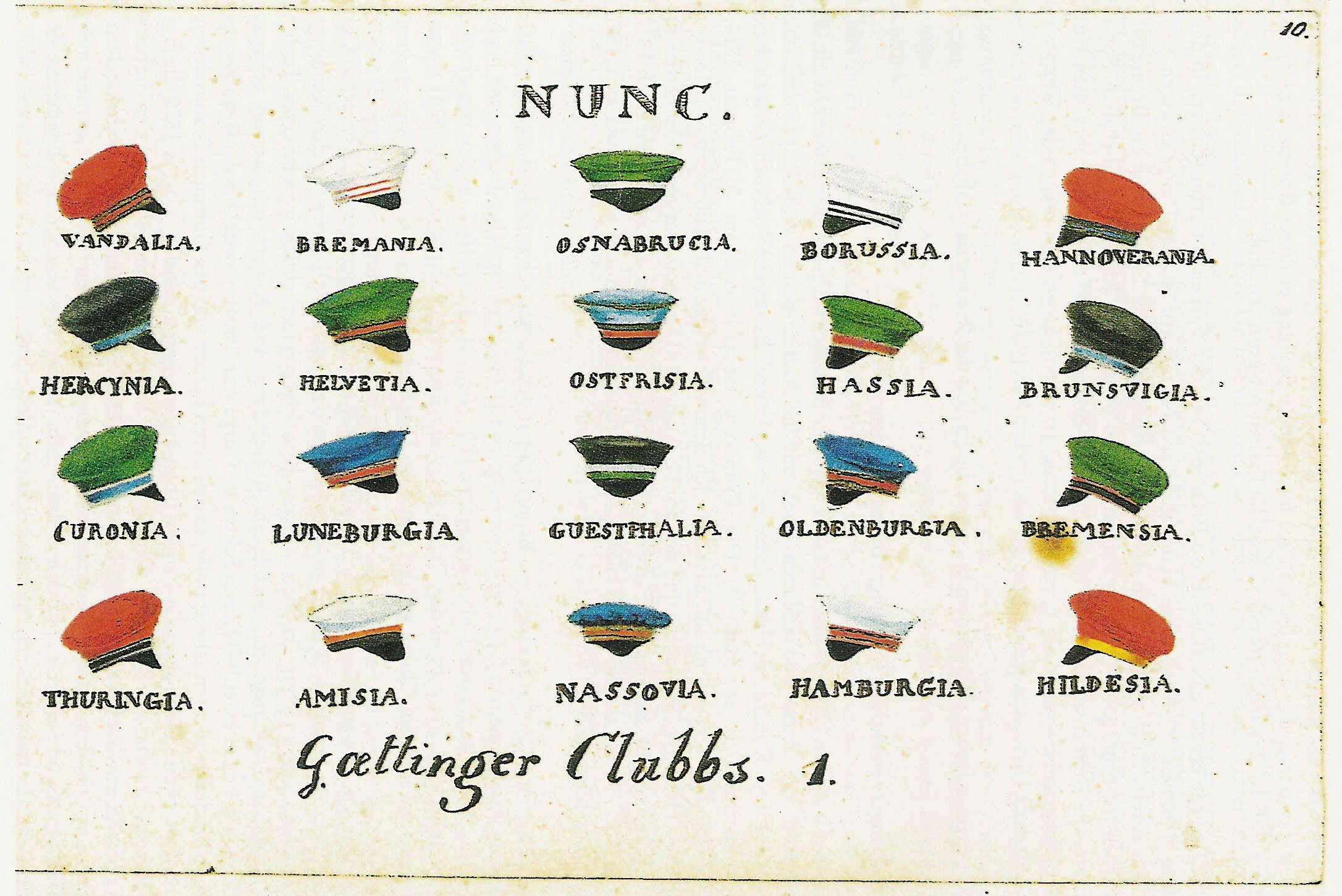
Göttinger Studentenmützen (1827)

Diese Liste der Göttinger Landsmannschaften und Corps vor 1870 zeigt die Vielfalt des Verbindungslebens an der Georg-August-Universität Göttingen vor der Kaiserzeit. Sie stützt sich auf die 1910 erschienenen Kösener Korps-Listen, die den ersten Überblick über die frühneuzeitlichen Landsmannschaften und Corps geben.

## Liste
| Name                | Typ                        | Stiftungsdatum | Couleur                                 | Anmerkungen | Abbildung |
| ------------------- | -------------------------- | -------------- | --------------------------------------- | --- | --------- |
| Bado-Württembergia  | Corps                      | Aug. 1825      | weiß–hellblau–rot                       | bis Juli 1830 |           |
| Borussia            | Corps                      | 2. Juli 1823   | schwarz–weiß–schwarz                    | bis 1831 |           |
| Borusso-Brunsviga   | Corps                      | 30. Jan. 1845  | schwarz–blau–gold                       | bis 21. Dezember 1846 |           |
| Bremania            | Corps                      | 23. Juli 1825  | weiß–rot–weiß                           | bis 4. Juli 1828, ging in der Hanseatia I auf. |           |
| Bremensia           | Corps                      | 20. Juni 1812  | rot–grün–schwarz                        | bis heute |           |
| Brunsviga           | Kösener Corps              | 11. Aug. 1813  | schwarz–weiß–hellblau                   | bis heute |           |
| Curonia             | Kösener Corps seit 1959    | 1804/05        | grün–blau–weiß                          | Als Curonia I–VII bis Frühjahr 1830. Neustiftung 8. Dezember 1959 bis heute. |           |
| Frisia              | Weinheimer Corps seit 2005 | 1811           | wechselnd, 1846–1848 blau–rot–schwarz   | Als Frisia (auch Ostfrisia) I–V bis 28. Februar 1848, danach bis 11. Mai 1848 Corps Lunaburgia mit Lüneburgerfarben. |           |
| Friso-Luneburgia    | Corps                      | 12. Juni 1854  | rot–blau–weiß                           | Suspension 27. April 1868 und Rekonstitution am 18. Februar 1920 in Köln. Erneute Suspensionen während der Zeit des Nationalsozialismus und ab 1971. Am 12. Februar 2005 Vereinigung der Altherrenschaft mit dem Corps Frisia Göttingen. |           |
| Friso-Oldenburgia   | Corps                      | 18. Juni 1834  | hellblau–rot–dunkelblau                 | Suspension im November 1835. |           |
| Guestphalia         | Corps                      | 1805           | grün–weiß–schwarz                       | Als Guestphalia I und II bis 10. November 1845. Constitution vom 9. November 1812. |           |
| Hannovera           | Kösener Corps              | 18. Jan. 1809  | rot–blau–gold                           | bis heute |           |
| Hansea              | Kösener Corps              | <...>          | Hansea II: grün–weiß–rot                | Als Hansea I (1825 bis 1826/27 zeitweilig auch Hammonnia) und II (25. November 1878 bis 2. November 1882). Hervorgegangen aus der Burschenschaft Hannovera. |           |
| Hanseatia           | Corps                      | <...>          | weiß–rot–weiß.                          | Als Hanseatia I (1829 bis etwa 1833, vorher Bremania) und als Landsmannschaft Hanseatia (II) am 9. Mai 1840 gestiftet. Die zweite Hanseatia wurde am 23. Dezember 1844 Corps und Mitglied des SC zu Göttingen. Das Corps Hanseatia übernahm am 19. Februar 1848 Namen, Farben und Zirkel des Corps Hannovera durch Fusion. |           |
| Hassia              | Corps                      | 23. Juni 1807  | schwarz–grün–rot, ab 1820 grün–rot–weiß | Constitutionen von 1810 und 1820 bei den Göttinger Universitätsgerichtsakten, bestand bis Juni 1833. |           |
| Hasso-Nassovia      | Corps                      | 14. Juli 1845  | grün–weiß–blau                          | bis 27. Februar 1847 |           |
| Helvetia            | Corps                      | Herbst 1824    | grün–rot–gelb                           | bis 1829 |           |
| Hildesia            | Corps                      | 14. Feb. 1820  | gelb–rot                                | Als Hildesia I bis 1824. Die am 10. August 1825 gestiftete Hildesia II hatte als Couleur: rot–gelb–rot und bestand bis 1835. Die 1836 entstandene Hildesia III hatte ebenfalls die Farben rot–gelb–rot und bestand bis 1845. Die Constitutionen der Hildesia von 1825 und 1836 gingen bei einem Brand verloren und stehen daher nur noch auszugsweise, soweit vorher veröffentlicht, zur Verfügung. Am 7. Februar 1876 wurde das Corps Hildesia (IV) mit den Farben blau–gold–rot gestiftet, es bestand bis zum 25. November 1878. |           |
| Hildeso-Guestphalia | Kösener Corps              | 10. Juni 1854  | grün–weiß–schwarz                       | bis heute |           |
| Holsatia            | Corps                      | 30. Okt. 1816  | rot–weiß–rot                            | Holsatia I bis Juli 1818. Die am 17. Februar 1820 gestiftete Holsatia II bestand bis 1827. Die am 21. Juni 1827 neu entstandene Holsatia III bestand bis Juli 1831. Am 16. November 1841 wurde das Corps Holsatia (IV) gestiftet, es bestand bis zum 14. November 1842. |           |
| Lunaburgia          | Corps                      | 16. Feb. 1820  | rot–blau–weiß                           | Lunaburgia I bis 1827. Die am 20. Juni 1826 neu gestiftete Lunaburgia II bestand bis zum 14. Juni 1836. Die am 4. Juli 1838 neu entstandene Lunaburgia III bestand bis Juli 1847. Von 1846 auf 1847 wurde der Zirkel der Lüneburger verändert. Alle Lüneburger trugen rot–blau–weiß. |           |
| Nassovia            | Corps                      | 1826           | blau–weiß–orange                        | bis 1845. |           |
| Oldenburgia         | Corps                      | 1825           | blau–rot–gold                           | bis 1833/34. |           |
| Pomerania           | Corps                      | 17. Aug. 1810  | blau–gelb                               | bis 13. Februar 1813. |           |
| Rhenania            | Corps                      | 1808           | blau–rot–weiß                           | ging alsbald in Hannovera auf |           |
| Saxo-Borussia       | Corps                      | 15. Jan. 1850  | weiß–grün–schwarz–weiß                  | bis 3. November 1851. |           |
| Saxonia             | Kösener Corps              | 28. Juli 1844  | dunkelblau–weiß–hellblau                | gestiftet als Landsmannschaft am 12. Dezember 1840, als Corps seit dem 28. Juli 1844 Mitglied im Senioren-Convent zu Göttingen. |           |
| Teutonia            | Corps                      | 1824           | himmelblau–karmoisinrot                 | Als Teutonia I bis 1826. Die Landsmannschaft Teutonia (II) entstand am 25. November 1848 als Abspaltung des Progress aus dem Corps Hanseatia-Hannovera. Am 15. Juni 1854 wurde das Corps Teutonia (II) mit den Farben rot–weiß–hellblau konstituiert, es bestand zeitweilig als Corps Borussia mit den Farben rot–weiß–schwarz. |           |
| Thuringia           | Corps                      | um 1824        | rot–schwarz–weiß                        | bis 1829. |           |
| Vandalia            | Corps                      | 4. Mai 1806    | blutrot mit gold                        | Constitution von 1808 bei den Universitätsgerichtsakten. Bestand bis April 1837. |           |